# Sofía Medina de López
Sofía Medina de López Villa (falecida em 27 de setembro de 2017) foi uma política colombiana. Foi Prefeita de Medellín, a segunda maior cidade do país, de 1976 a 1977. Medina de López foi a primeira prefeita de Medellín e continua a ser a única mulher a ocupar o cargo de prefeito na história da cidade.
Medina de López foi criada na cidade de Yolombó, no nordeste do departamento de Antioquia.
Em setembro de 1976, o presidente Alfonso López Michelsen, membro do Partido Liberal Colombiano, nomeou Sofía Medina de López, membro do Partido Conservador Colombiano, como a nova prefeita de Medellín. Apesar das suas diferentes afiliações políticas, o presidente López Michelsen escolheu Medina de López porque o seu Partido Conservador dominava tanto o governo estadual do Departamento de Antioquia quanto a cidade de Medellín na época.
Medina de López renunciou ao cargo em julho de 1977 devido a uma disputa com o governo nacional. O governador do Departamento de Antioquia, Jaime Sierra García, nomeou Guillermo Hincapié Orozco, que assumiu o cargo em 15 de julho de 1977, como seu sucessor.
Hoje, o prefeito de Medellín é um cargo eleito diretamente. Sofía Medina de López continua a ser a única prefeita de Medellín.
Sofía Medina de López morreu em Bogotá, onde morou por muitos anos.